# Kadircan Batirov
Kadircan Batirov (en uzbeko: Qodirjon Botirov, Қодиржон Ботиров; en ruso: Кадыржан Батыров; 9 de marzo de 1956 – Odesa, 4 de diciembre de 2018) fue un empresario y político kirguiso de origen uzbeko.

## Biografía
Fue jefe de la Hermandad Popular de la Universidad y en el Consejo Supremo de Kirguistán. Huyó de Kirguistán a Ucrania en 2010. Batirov fue condenado a cadena perpetua en ausencia por su presunto papel en los conflictos étnicos en el sur de Kirguistán en verano de 2010. En septiembre de 2011, se le concedió el asilo en Ucrania. En octubre de 2011, los fiscales ucranianos accedieron a una solicitud de extradición a Kirguistán. Los fiscales finalmente retiraron el permiso para extraditar a Batirov después de que ACNUR lo ayudara a recibir una oferta de asilo en Suecia, donde vivió los últimos años.
Murió en Odesa, Ucrania.